# Warringholz
Warringholz (niederdeutsch: Warrensholt) ist eine Gemeinde im Kreis Steinburg in Schleswig-Holstein.

## Geografie

### Geografische Lage
Das Gemeindegebiet von Warringholz erstreckt sich etwa 15 km nördlich von Itzehoe im Naturraum Heide-Itzehoer Geest (Haupteinheit Nr. 693). Im südlichen Teil der Gemarkung befindet sich der Ursprung der Mühlenau. Der Bachlauf bildet teilweise die südliche Gemeindegrenze ab.

### Gemeindegliederung
Die Gemeinde gliedert sich siedlungsgeografisch in mehrere Wohnplätze. Neben der Hauptsiedlung, dem namensgebenden Dorf, befinden sich auch das Gut Warringholz, Hof, die Streusiedlung Warringholz, Ziegelei und die Höfesiedlung Großes Holz im Gemeindegebiet.

### Nachbargemeinden
Unmittelbar an Warringholz grenzende Gemeindegebiete sind:
|                   | Gokels                                      | Seefeld |
| Thaden, Aasbüttel | Kompassrose, die auf Nachbargemeinden zeigt |         |
|                   | Schenefeld                                  | Puls    |

## Politik

### Gemeindevertretung
Bei der Kommunalwahl am 14. Mai 2023 wurden insgesamt neun Sitze vergeben. Von diesen erhielt die Warringholzer Wählergemeinschaft sechs Sitze und die Aktiven Bürger Warringholz erhielten drei Sitze.

### Wappen
Blasonierung: „Von Gold und Grün erhöht geteilt mit in der Mitte hügelartig nach oben gebogener Teilungslinie. In vertauschten Farben oben eine auf der Hügellinie stehende Baumgruppe und unten sechzehn miteinander verbundene Ziegelsteine 1 : 2 : 3 : 4 : 3 : 2 : 1.“
Das Wahrzeichen des Ortes ist der so genannte „Theeberg“, eine von mehreren vorgeschichtlichen Grabanlagen. Seine Silhouette auf gelben Grund bildet das Hauptzeichen des Wappens. Der Name „Theeberg“ ist hergeleitet aus „Thingberg“, also Versammlungsstätte, und bildete in historischer Zeit wohl einen Ort, der auch überregional von Bedeutung war.
Der Ziegelverbund im Schildfuß erinnert an die alte Ziegelei, die bis 1970 der größte Arbeitgeber in der Gemeinde war.

## Verkehr
Durch das Gemeindegebiet führt (grob in Nord-Süd-Richtung) die schleswig-holsteinische Landesstraße 127.

## Sonstiges
Das rechteckige Großsteingrab von Warringholz ist ein von Günther Haseloff wissenschaftlich untersuchter erweiterter Dolmen, der 1938 nach Itzehoe disloziert (versetzt) wurde.